# Oliver Nelson
Oliver Edward Nelson (Saint Louis, 4 juni 1932 – Los Angeles, 27 oktober 1975) was een Amerikaans componist, arrangeur, dirigent, bandleader en jazzsaxofonist.

## Levensloop
Nelson groeide op in een muzikale familie. Zijn broer was ook saxofonist en speelde in de jaren veertig van de 20e eeuw samen met Cootie Williams. Ook zijn zuster speelde piano en was zangeres. Op 6-jarige leeftijd kreeg hij pianoles en toen hij elf was begon hij het saxofoon te bespelen. Vanaf 1947 was hij saxofonist in Bands in de regio van Saint Louis en vanaf 1950 werd hij tweede altsaxofonist in de "Louis Jordan Big Band", waarvoor hij ook werken arrangeerde. Hij werd ingetogen door de U.S. Marine en studeerde vervolgens aan de Washington-universiteit in Saint Louis muziektheorie en compositie. Na zijn afstuderen speelde hij in het "orkest van Erskine Hawkins" en vanaf 1959 voor een korte tijd bij Louie Bellson. Maar hij bracht ook zelf als bandleader samen met muzikanten zoals Kenny Dorham, Johnny Hammond Smith, Eric Dolphy, Roy Haynes, King Curtis en Jimmy Forrest langspeelplaten op de markt en de doorbraak kwam met het album "The Blues and the Abstract Truth" en het daarop opgenomen Stolen Moments.
In 1967 verhuisde hij naar Los Angeles en componeerde voortaan vooral voor televisie en film. Afzonderlijk trad hij vanaf 1966 met een eigen zogenoemde All Star Big Band op, zoals in 1970 tijdens het jazzfestival in Berlijn, in 1971 in Montreux en in 1975 in New York en in Los Angeles. Zelf arrangeerde hij voor vele artiesten en kunstenaars vanuit de jazz- en popmuziek. Zijn bekendste filmmuziekwerken zijn Death of a Gunfighter, Ironside (televisieserie), Night Gallery, Columbo, De Man van Zes Miljoen, The Bionic Woman en Longstreet.

## Composities (Uittreksel)

### Werken voor orkest
- 1956 Divertimento, voor kamerorkest
- 1961 Dirge, voor kamerorkest
- 1966 Patterns, voor orkest
- 1967 The Kennedy Dream: A Musical Tribute to John Fitzgerald Kennedy
- 1971 Impressions of Berlin, suite voor orkest
- 1972 Concert Piece, voor altsaxofoon solo en orkest

### Werken voor harmonieorkest
- 1966 Complex City
- 1967 Concert voor xylofoon/marimba/vibrafoon en harmonieorkest (gecomponeerd voor Robert Austin Boudreau en het American Wind Symphony Orchestra)
- 1973 Fugue and Bossa

### Werken voor bigband/jazzensemble
- 1959 Booze Blues Baby
- 1960 Alto-itis
- 1960 Early Morning
- 1960 Stolen Moments
- 1961 Afro-American Sketches
- 1962 Back Woods
- 1962 Ballad For Benny
- 1963 Sound Piece For Jazz Orchestra
- 1964 Blues And The Abstract Truth
- 1966 Cat In A Tree
- 1966 Elegy For A Duck
- 1966 Flute Salad
- 1966 Fugue Tune
- 1966 Happenings, jazz-wals
- 1967 Jazzhattan Suite
  1. A Typical Day In New York
  2. The East Side – The West Side
  3. 125th Street and 7th Avenue
  4. Penthouse Dawn
  5. One For Duke
- 1969 African Sunset
- 1970 A Black Suite, voor spreker, strijkkwartet en jazzorkest
  1. The Mayor and the People Press Conference
  2. Take This Hammer
  3. Precious Lord
  4. Sit Down
  5. Mother To Son (Langston Hughes)
  6. I Too Sing America (Langston Hughes)
  7. I Dream A World (Langston Hughes)
  8. Paint It Black (Gil Scott Heron)
- 1973 Baja Bossa
- 1974 In A Japanese Garden

### Vocale muziek
- 1963 Soundpiece, voor contra-alt, strijkkwartet en piano

### Kamermuziek
- 1957 Sonate, voor altsaxofoon en piano
- 1960 Blaaskwintet
- 1968 Septet (The Clarinet Family)

### Filmmuziek
- 1967-1975 Ironside
- 1968 The Name of the Game (televisieserie)
- 1968 Istanbul Express
- 1968-1970 It Takes a Thief
- 1969 Death of a Gunfighter
- 1969 The Bold Ones: The New Doctors
- 1970 The Virginian
- 1970 Skullduggery
- 1970 Dial Hot Line
- 1971 Longstreet
- 1971-1972 Night Gallery (tv serie)
- 1972 Columbo (tv serie)
- 1973 I Love a Mystery
- 1973 Chase
- 1973 The Alpha Caper
- 1973 Money to Burn
- 1973 The Six Million Dollar Man: Solid Gold Kidnapping